# Avenue du Général-Sarrail
Ne doit pas être confondu avec la rue du Général-Sarrail, à Reims
L'avenue du Général-Sarrail est une voie du 16e arrondissement de Paris.

## Situation et accès
L'avenue du Général-Sarrail est une voie publique située dans le 16e arrondissement de Paris. Elle commence au place de la Porte-d'Auteuil et finit 8, rue Lecomte-du-Nouÿ et rue Claude-Farrère.

## Origine du nom

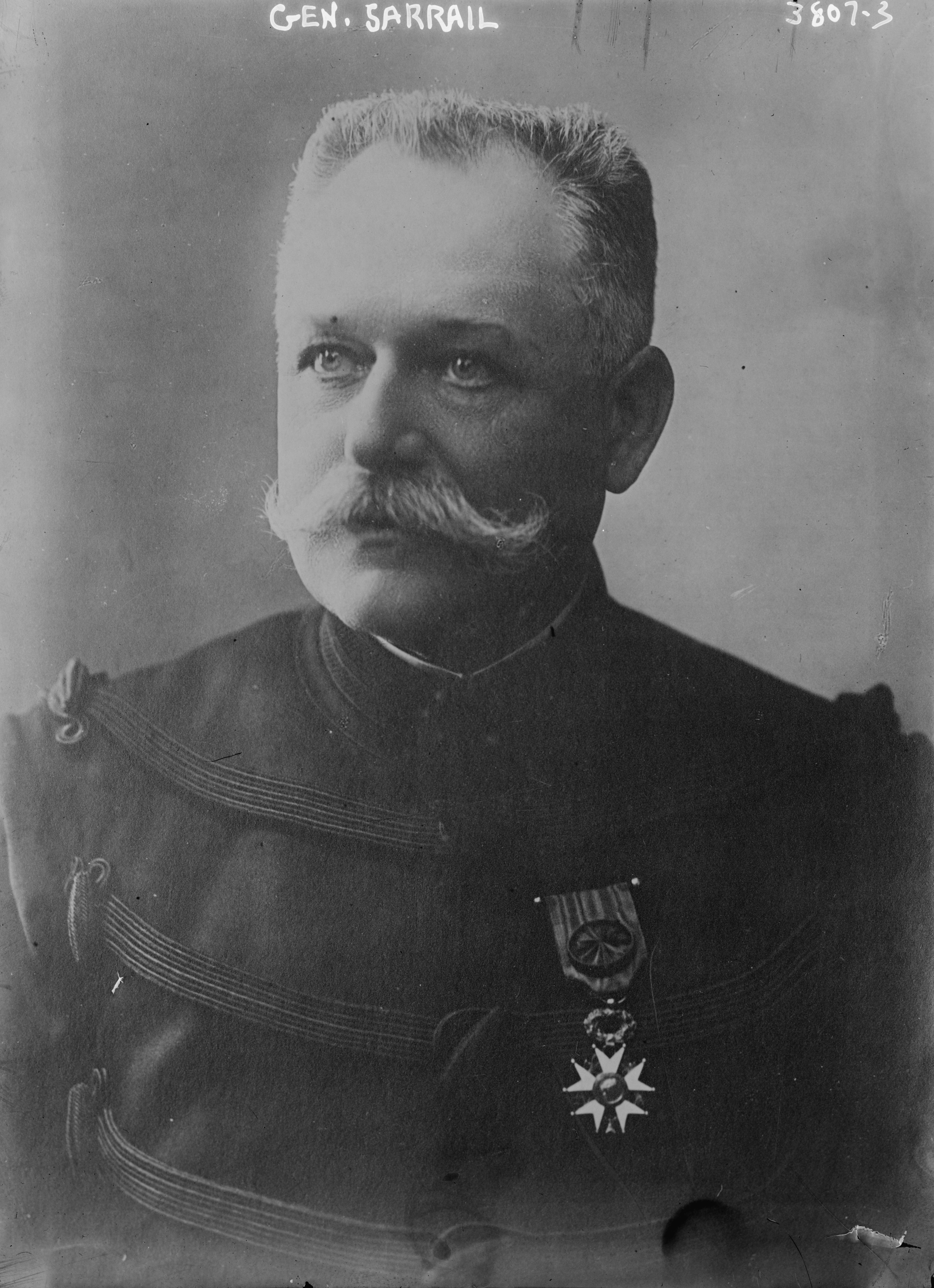
Le général Sarrail.

Elle porte le nom du général Maurice Sarrail (1856-1929), commandant en chef de l'armée française d'Orient, de 1915 à 1917.

## Historique
Cette rue est ouverte par la Ville de Paris en 1926, sous le nom d'« avenue du Parc-des-Princes » sur l'emplacement des bastions nos 64 et 65 de l'enceinte de Thiers.
Elle a englobé une partie de la rue du Parc, qui était située autrefois sur le territoire de Boulogne-Billancourt, annexé à Paris par décret du 3 avril 1925.
Par un arrêté du 31 janvier 1931, la partie de cette avenue située entre la place de la Porte-d'Auteuil et les rues Claude-Farrère et Lecomte-Du-Nouÿ est détachée pour former l'« avenue du Général-Sarrail », qui est ensuite classée dans la voirie parisienne par un arrêté du 11 octobre 1932.

## Bâtiments remarquables et lieux de mémoire
- L'avenue longe le stade Jean-Bouin, le lycée Jean-de-La-Fontaine, le square du Tchad, le jardin des Poètes et le jardin des serres d'Auteuil[1].
- Un monument réalisé par Tony Garnier et Alexandre Maspoli (1934) rend hommage à Frantz Reichel, au croisement de l'avenue du Général-Sarrail et de l'avenue de la Porte-Molitor[2].
- Au no 5 se trouve le central téléphonique Murat. Construit en 1974-1976 par l'architecte Pierre Vivien, il fait partie des cinq centraux téléphoniques aménagés dans la capitale cette même décennie. Ce massif bâtiment en béton circulaire est représentatif de l'architecture brutaliste. Les étages visibles depuis la rue accueillaient des services administratifs, les locaux techniques se trouvant en sous-sol. L'évolution des technologies de communication fait qu'il est presque inutilisé de nos jours[3],[4],[5].

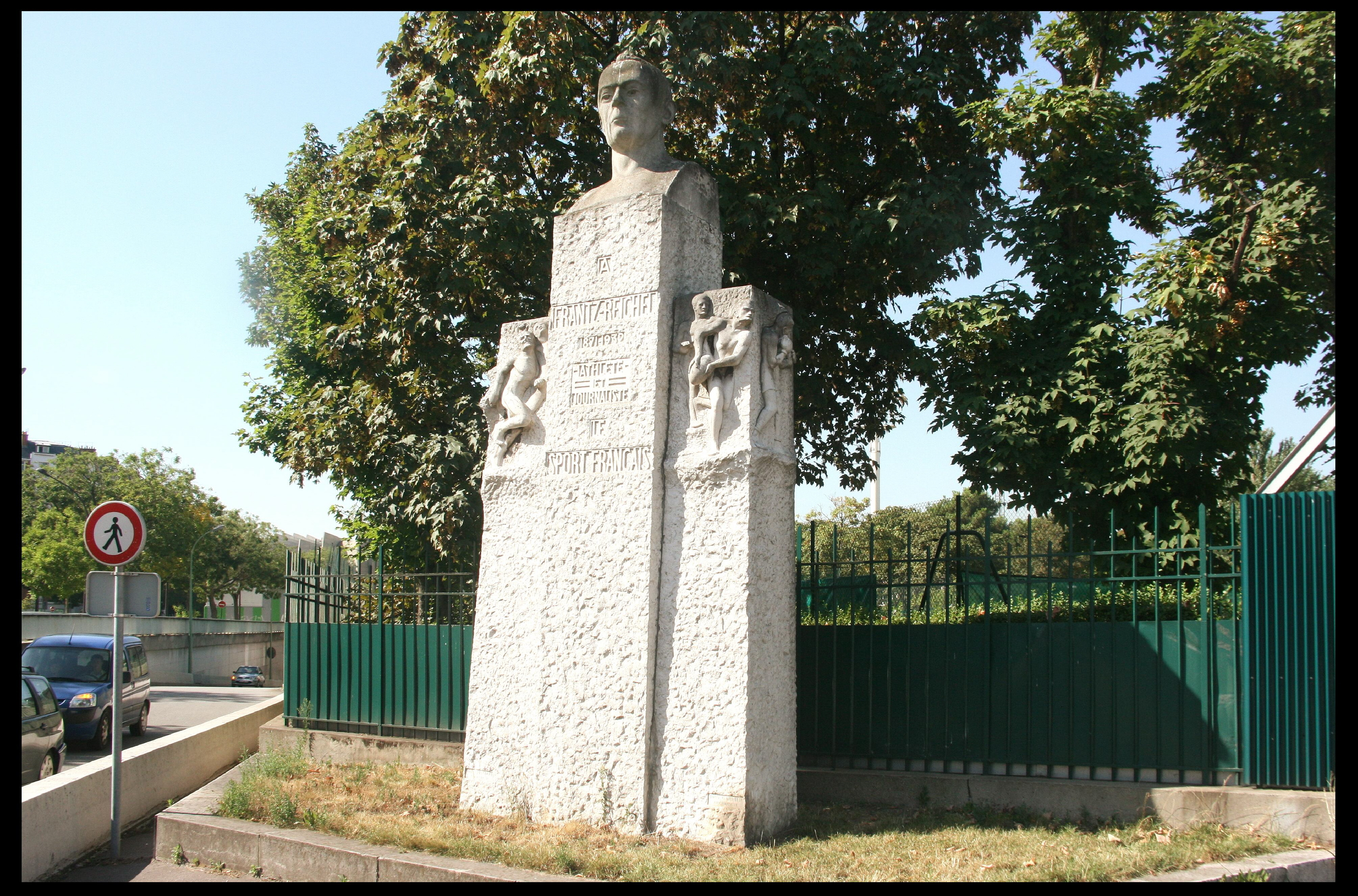
Le monument à Reichel.
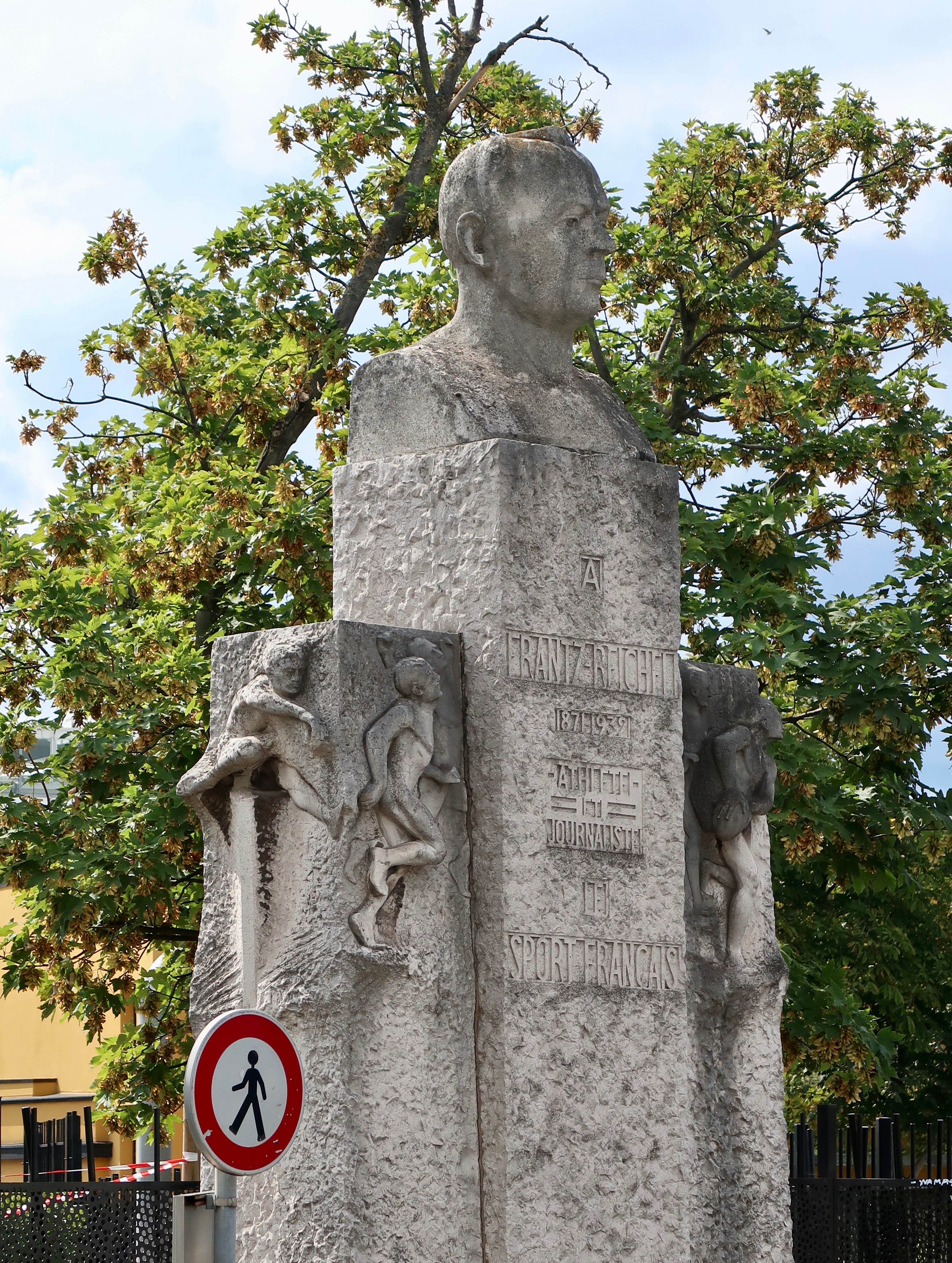
Détail.